# Метеогорка
Ме́теого́рка (прежние названия: Плешивая, Обсерваторская горка) — историческая местность в Екатеринбурге, выполняет функцию городской смотровой площадки. Метеогорка расположена в левобережной части города между улицами Декабристов (южный склон) и Народной Воли (северный склон).

## Описание
Высота горы составляет 282 м над уровнем моря. Горка сложена породами габбро и перидотитами, которые местами выходят на поверхность в виде небольших скал.
Место для будущей обсерватории указано знаменитым немецким ученым Александром фон Гумбольдтом, посетившим Екатеринбург в 1829 году — на вершине Плешивой горки, в 2,5 км на юго-восточнее центра города. Горное ведомство по инициативе академика А. Я. Купфера открыло 1 января 1836 года магнитную обсерваторию и метеорологическую станцию (с 1979 года — Уральское территориальное управление по гидрометеорологии и мониторингу окружающей среды). Метеостанция производит наблюдения за климатом, изучает режим рек, проводит актинометрические и аэрологические исследования в Екатеринбурге и его окрестностях.
В 1932 году магнитная обсерватория сменила свое место расположения в связи с появлением интенсивных промышленных помех в результате пуска в Екатеринбурге трамвайного движения. Обсерватория перебралась в Косулино и стала называться «Высокая Дубрава». Здесь она проработала до 1973 года, а в 1969 году была запущена в работу новая магнитная обсерватория в п. Арти, где она и располагается по сегодняшний день.

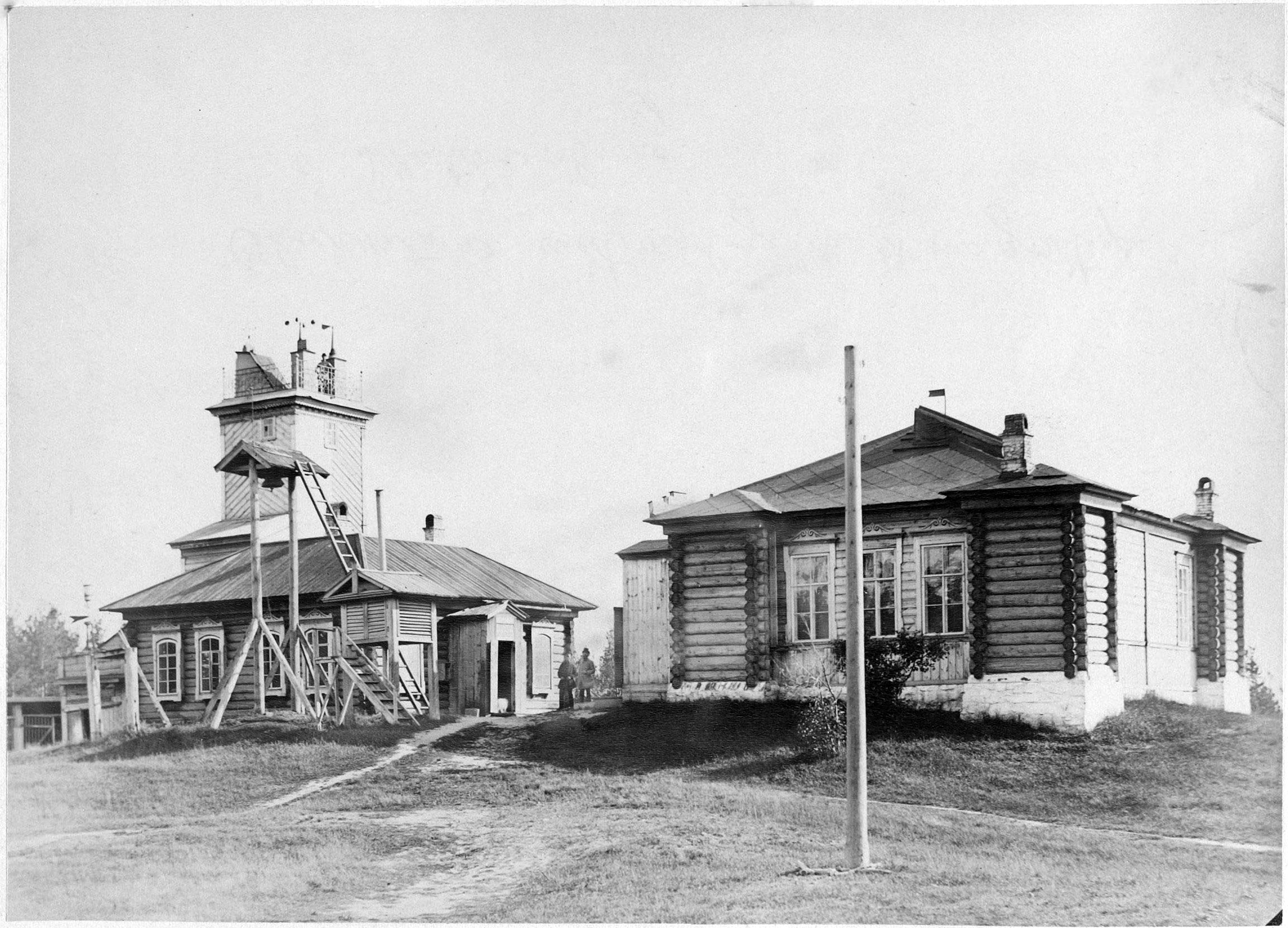
Метеогорка и магнитно-метеорологическая обсерватория в 1890 году
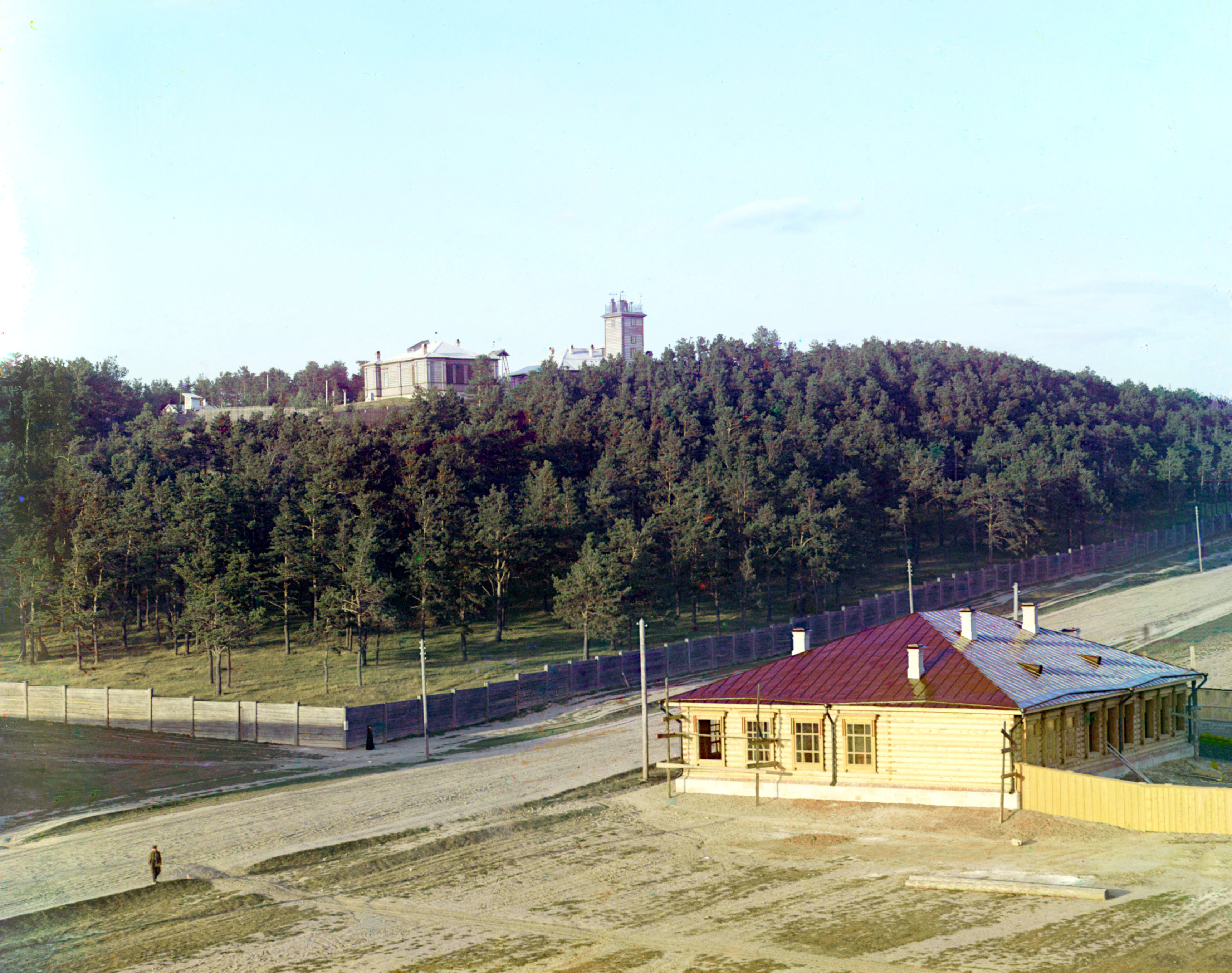
Обсерваторская горка (1910), фото С. М. Прокудина-Горского
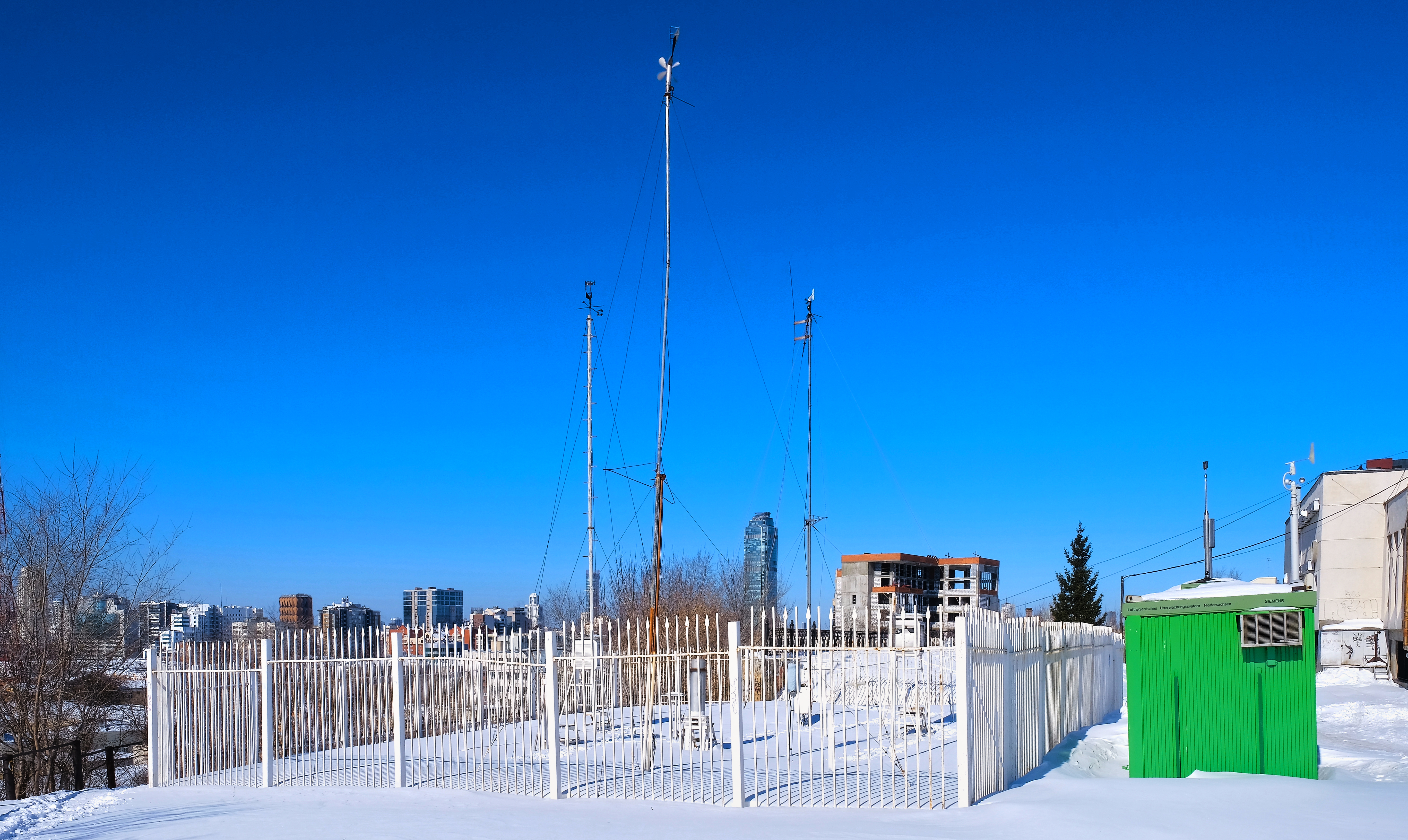
Оборудование Гидрометеоцентра
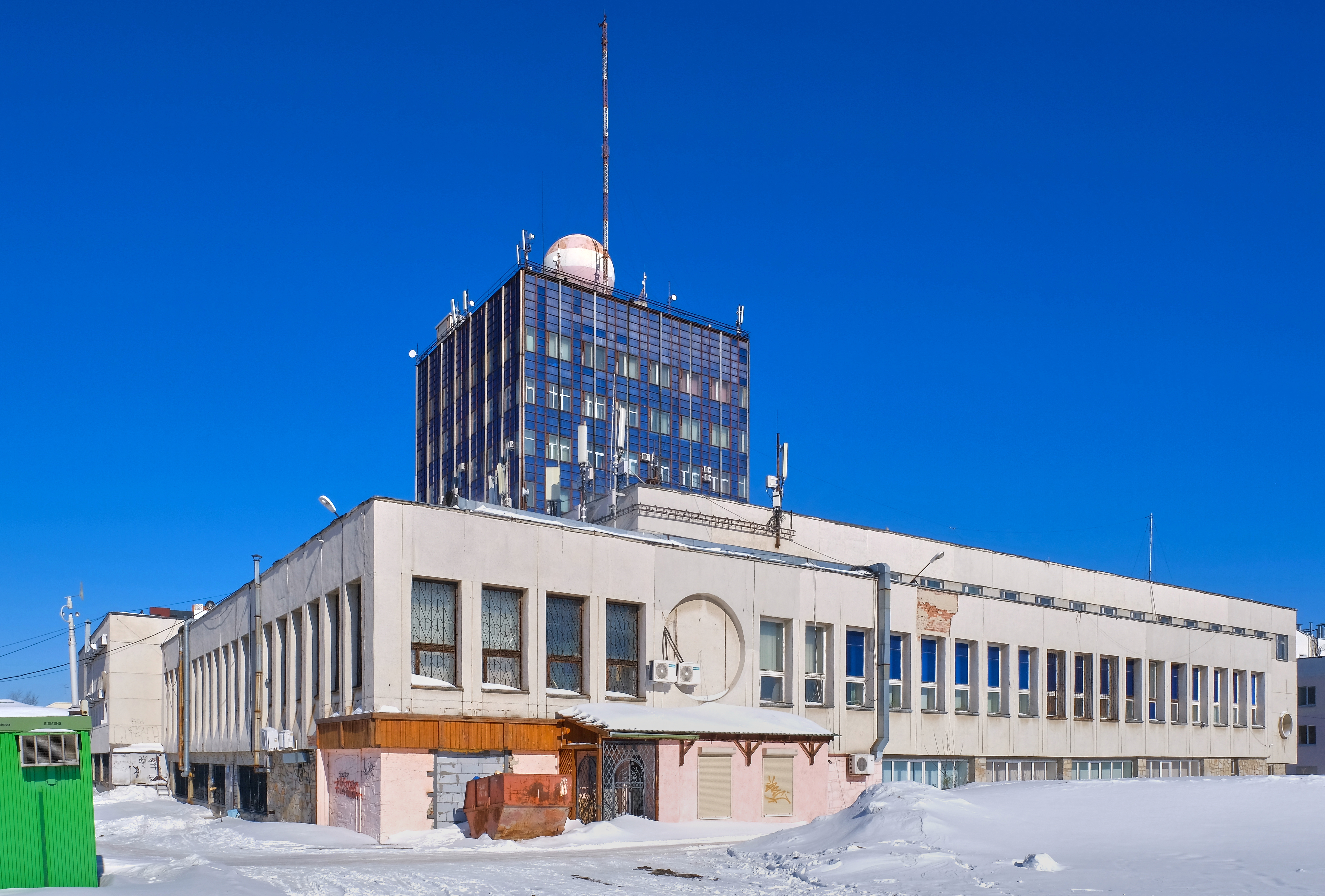
Здание Гидрометеоцентра (Народной воли, 64)
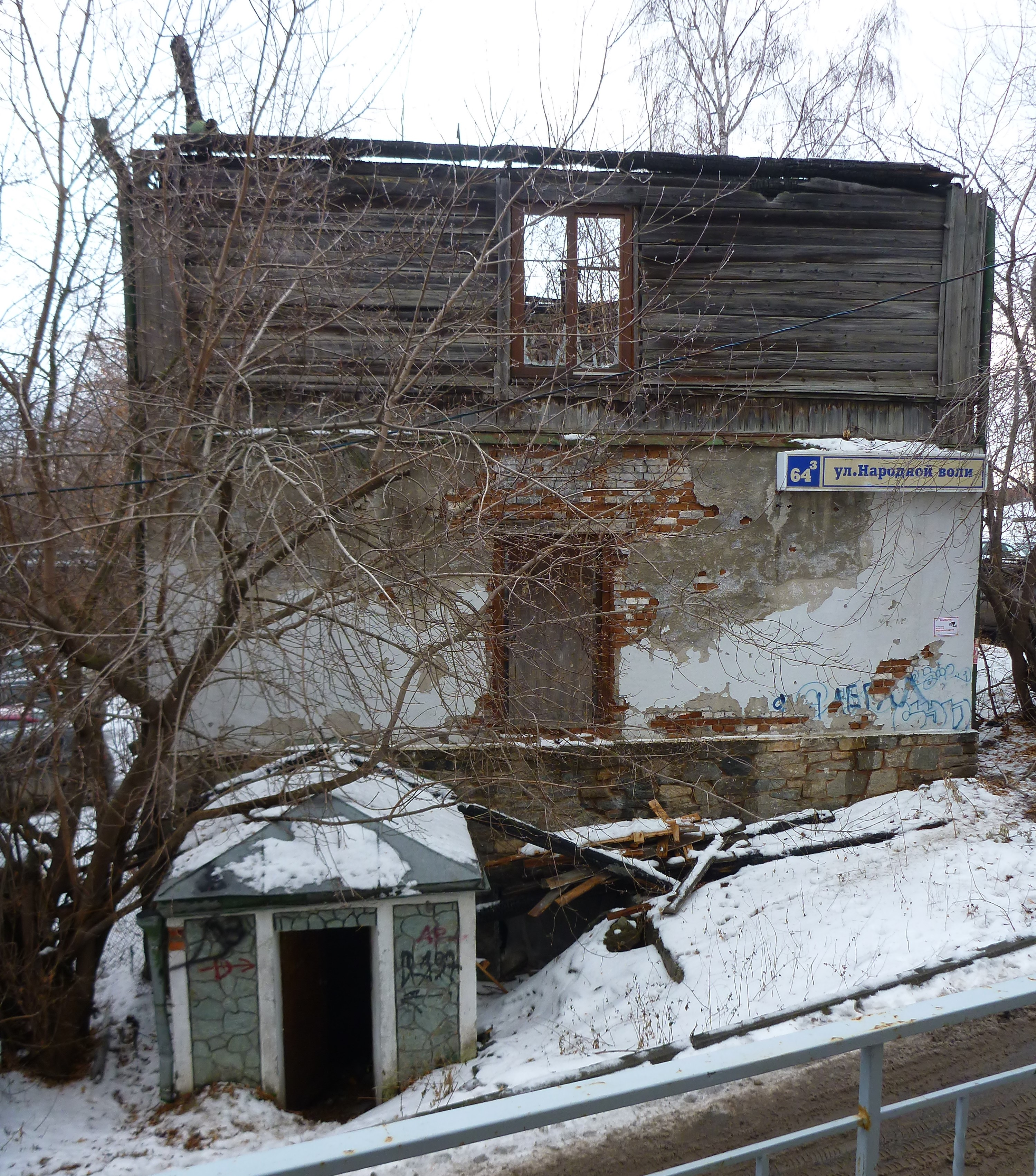
Заброшенная постройка у здания Гидрометеоцентра (Народной воли, 64/3)
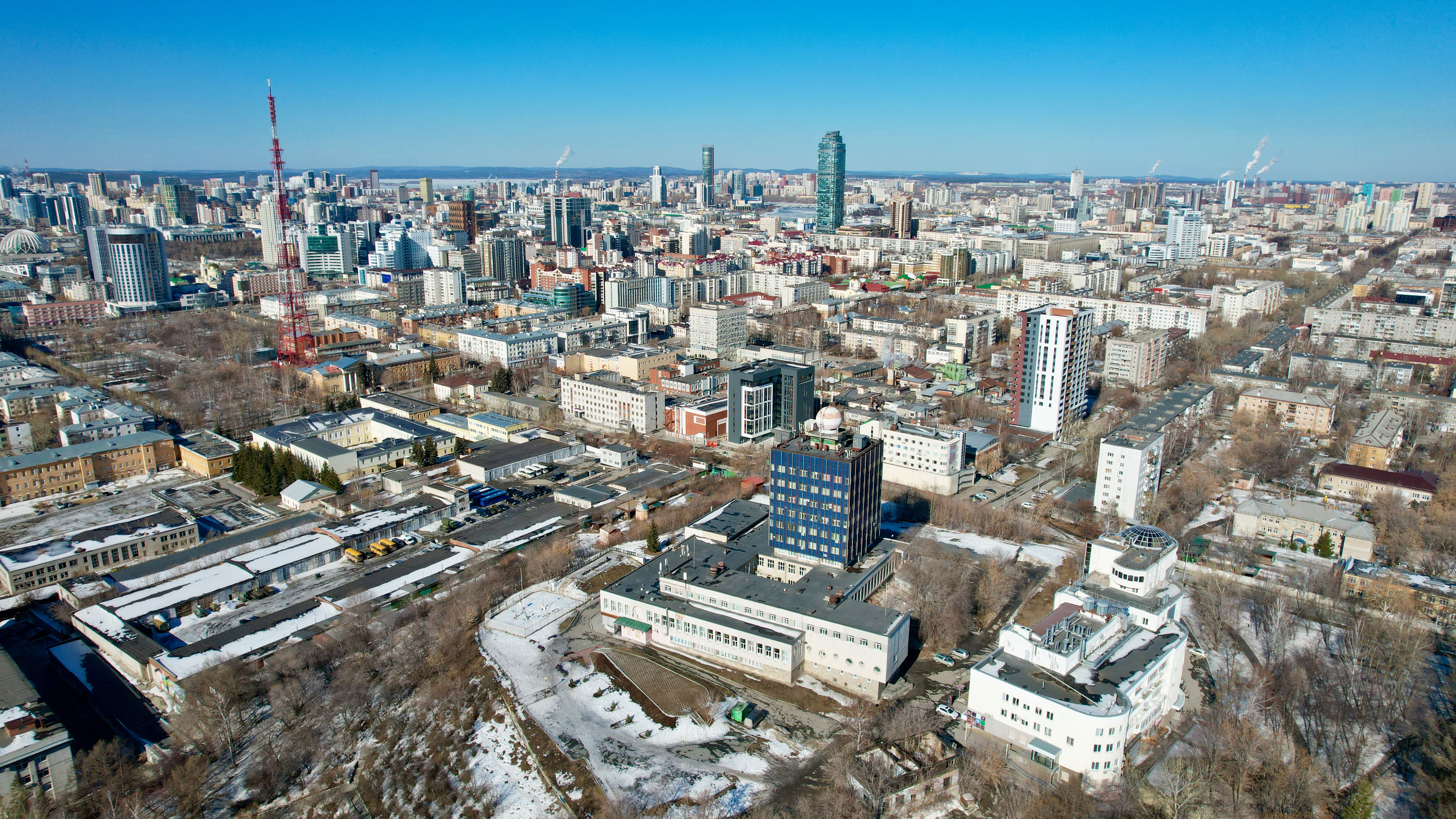
Вид с высоты